# Parequula
Parequula is een monotypisch geslacht van straalvinnige vissen uit de familie van mojarra's (Gerreidae).

## Soort
- Parequula melbournensis (Castelnau, 1872)